# 미다스 위성
미다스 위성은 1960년대 미국의 조기경보위성이다. 12개의 미다스 위성은 미국을 향해 발사되는 적의 ICBM 발사를 탐지한다. 1970년대 23개의 DSP 위성으로 대체되었다. 다시 2000년대에 SBIRS 위성으로 대체되었다. MIDAS(Missile Defense Alarm System)는 그리스 신화의 미다스와 발음이 같다.

## 역사
1957년 10월 4일, 소련은 세계 최초의 인공위성 스푸트니크 1호를 발사했다. 미국은 스푸트니크 쇼크를 먹었다. 스푸트니크 1호는 소련에서 미국 본토까지 핵폭탄을 운반할 수 있는 ICBM의 완성을 의미했다.
1960년 5월 24일, 소련 ICBM의 조기경보를 위해서, 최초의 미다스 위성이 발사되었다. 이후 1966년까지 12개의 미다스 위성이 발사되었다.

## 미국 조기경보위성
- 미다스 위성 - 1960년대 미국 최초의 조기경보위성, 12개 발사
- DSP 위성 - 미다스를 대체하기 위해 개발된 1970년대 미국의 조기경보위성, 정지궤도 23개 발사
- SBIRS 위성 - 2000년대 미국의 조기경보위성, 정지궤도 4개, 저궤도 24개로 구성

## 대한민국
1998년 8월 31일, 북한이 대포동 1호를 통해 최초의 인공위성 광명성 1호를 발사했지만, 한국은 대포동 쇼크 또는 광명성 쇼크에도 불구하고, 미국처럼 조기경보위성을 개발하지는 않았다. 평양에서 서울까지는 195 km 거리밖에 되지 않는다. 2017년 현재 한국은 미국 SBIRS 조기경보위성의 서비스를 사용하는데, 북한 미사일 발사시, 40초 후에 SBIRS 위성이 탐지할 수 있다고 보도되었다.

## 같이 보기
- DSP 위성
- SBIRS 위성